# Scenarist
Scenarist je pisac filmskog ili kazališnog scenarija, tj. osoba koja radi jednu od sljedeće dvije stvari:
- adaptaciju postojećeg djela (romana, priče, kazališnog komada) za film, ili
- stvaranje scenarija iz glave, iz ideje

Za oba posla potrebno je znanje filma, tj. scenarij mora sadržavati ono što je moguće filmom reći, dakle, dijaloge likova (prema kojima se onda odvija odabir glumaca) i opcionalni govor naratora.